# René Henriksen
René Henriksen (* 27. August 1969 in Glostrup) ist ein ehemaliger dänischer Fußballspieler.

## Karriere
René Henriksen begann seine Profikarriere 1988 beim dänischen Verein Akademisk Boldklub. 1999 wechselte er nach Griechenland zu Panathinaikos Athen. Mit Panathinaikos gewann der auf der Position des Innenverteidigers spielende Henriksen 2004 die griechische Meisterschaft sowie den Pokal. Im Sommer 2005 kehrte er zu Akademisk Boldklub zurück, wo er ein Jahr später seine Laufbahn beendete.
In der dänischen Nationalmannschaft kam Henriksen auf 66 Einsätze, war deren Mannschaftskapitän und nahm an den Weltmeisterschaften 1998 und 2002 sowie an den Europameisterschaften 2000 und 2004 teil.

## Titel
- Dänischer Pokal: 1999
- Griechische Meisterschaft: 2004
- Griechischer Pokal: 2004

## Auszeichnungen
- Spieler des Jahres (Dänemark): 2000